# Cookie and the Cupcakes
Cookie and the Cupcakes waren eine US-amerikanische Swamp-Rock-Gruppe aus dem Süden Louisianas. Ihr bekanntester Hit war Mathilda aus dem Jahr 1957.

## Bandgeschichte
Die Band begann ihre musikalische Karriere 1953 als Hausband des Moulin Rouge Clubs in Lake Charles, Louisiana. Anfangs nannten sie sich „The Boogie Ramblers“. Lead-Sänger war Shelton Dunaway; diese Aufgabe teilte er sich wenig später mit Huey „Cookie“ Thierry; beide spielten auch Saxofon. Weitere Bandmitglieder waren Sidney „Hot Rod“ Reynaud (Saxofon), Marshall Laday oder LeDee (Gitarre), Ernest Jacobs (Klavier), Joe „Blue“ Landry (Bass) und Ivory Jackson (Schlagzeug).
1955 veröffentlichten sie Cindy Lou und Such As Love bei Goldband Records. Sie wurden regional bekannt und traten mit Stars wie Jerry Lee Lewis und Fats Domino auf. 1956 wurde Cookie Thierry Frontmann der Gruppe, die sich nun „Cookie & the Boogie Ramblers“ nannte. Bald änderten sie ihren Namen noch einmal in seine endgültige Version „Cookie & the Cupcakes“.
1957 nahmen sie für Judd Records Mathilda auf. Der Song stieg Anfang 1959 in den Billboard Charts bis auf Platz 47. Sie hatten noch einige kleinere Hits, konnten jedoch den Erfolg von „Mathilda“ nicht mehr wiederholen.
1965 zog Thierry nach Los Angeles, und die Cupcakes machten ohne ihn weiter. Neuer Lead-Sänger wurde „Little Alfred“ (oder „Lil’ Alfred“) Babino. Mit Ernest Jacobs als Bandleader trat die Gruppe noch einige Jahre lang auf, löste sich aber Anfang der 1970er Jahre auf.
Thierry tauchte in den 1990ern wieder auf. Bis zu seinem Tod 1997 trat er mit der Band gelegentlich bei Bluesfestivals und in Clubs auf. Danach übernahm „Little Alfred“ seine Rolle; er starb 2006 in Lake Charles.
1995 wurden Cookie & the Cupcakes in die „Music Hall of Fame“ des Gulf Coast Museums aufgenommen.